# 于中中
于中中（1978年6月19日—），台灣導演。曾凭借《必娶女人》提名第51屆金鐘獎戏剧节目导演奖。2021年与安唯綾登记结婚。

## 执导作品

### 电视剧
执导电视剧按照首播年份排序：
- 待播：《双轨》
- 2025年：《吃饭跑步和恋爱》
- 2024年：《別對我動心》、《火柴小姐和美味先生》、《顏心記》、《冬至》
- 2023年：《今日宜加油》、《最遥远的距离》
- 2022年：《爱情应该有的样子》[5]、《恋爱的夏天》、《烏雲遇皎月》
- 2021年：《我的時代，你的時代》[6]，《完美的他》
- 2020年，《穿盔甲的少女》[7]，《半是蜜糖半是傷》[8]
- 2019年：《我不能恋爱的女朋友》[9]，《没有秘密的你》[10]，《从前有座灵剑山》[11]
- 2018年，《泡沫之夏》[12]，《夏日心跳》[13]
- 2017年，《狐狸的夏天》[14]，《复合大师》[15]，《亲爱的王子大人》[16]，《端脑》[17]
- 2016年，《秘密的背后》[18]，《親愛的，公主病》[19][14]
- 2015年：《闪亮茗天》[20]，《必娶女人》[4]
- 2013年：《飛越·龍門客棧》[21]
- 2012年：《向前走向愛走》[22]
- 2011年：《我和我的兄弟·恩》[23]，《前男友》，《命运交响曲》（联合执导）
- 2009年：《高校铁金刚》[24]，《逆风18》[25]
- 2008年：《牽牛花開的日子》（导演之一）

### 电影
- 2007年：《當我們同在一起（英语：Go! Go! G-Boys）》[26]

## 获奖
- 提名：第51屆金鐘獎戏剧节目导演，作品《必娶女人》[27]